# Pervis Estupiñán
Pervis Josué Estupiñán Tenorio (phát âm tiếng Tây Ban Nha: [estupiˈɲan]; sinh ngày 21 tháng 1 năm 1998) là một cầu thủ bóng đá chuyên nghiệp người Ecuador hiện đang thi đấu ở vị trí hậu vệ trái cho câu lạc bộ Serie A AC Milan và đội tuyển bóng đá quốc gia Ecuador.

## Thống kê sự nghiệp

### Câu lạc bộ
Tính đến 19 tháng 5 năm 2024
| Câu lạc bộ             | Mùa giải            | Giải đấu            | Giải đấu | Giải đấu | Cúp quốc gia | Cúp quốc gia | Cúp liên đoàn | Cúp liên đoàn | Châu lục | Châu lục | Khác | Khác | Tổng cộng | Tổng cộng |
| Câu lạc bộ             | Mùa giải            | Hạng đấu            | Trận     | Bàn      | Trận         | Bàn          | Trận          | Bàn           | Trận     | Bàn      | Trận | Bàn  | Trận      | Bàn       |
| ---------------------- | ------------------- | ------------------- | -------- | -------- | ------------ | ------------ | ------------- | ------------- | -------- | -------- | ---- | ---- | --------- | --------- |
| LDU Quito              | 2015                | Ecuadorian Serie A  | 32       | 0        | —            | —            | —             | —             | 2        | 0        | —    | —    | 34        | 0         |
| LDU Quito              | 2016                | Ecuadorian Serie A  | 8        | 0        | —            | —            | —             | —             | 3        | 0        | —    | —    | 11        | 0         |
| LDU Quito              | Tổng cộng           | Tổng cộng           | 40       | 0        | —            | —            | —             | —             | 5        | 0        | —    | —    | 45        | 0         |
| Watford                | 2016–17             | Premier League      | 0        | 0        | 0            | 0            | 0             | 0             | —        | —        | —    | —    | 0         | 0         |
| Watford                | 2017–18             | Premier League      | 0        | 0        | 0            | 0            | 0             | 0             | —        | —        | —    | —    | 0         | 0         |
| Watford                | 2018–19             | Premier League      | 0        | 0        | 0            | 0            | 0             | 0             | —        | —        | —    | —    | 0         | 0         |
| Watford                | 2019–20             | Premier League      | 0        | 0        | 0            | 0            | 0             | 0             | —        | —        | —    | —    | 0         | 0         |
| Watford                | Tổng cộng           | Tổng cộng           | 0        | 0        | 0            | 0            | 0             | 0             | —        | —        | —    | —    | 0         | 0         |
| Granada B (mượn)       | 2016–17             | Segunda División B  | 21       | 2        | —            | —            | —             | —             | —        | —        | —    | —    | 21        | 2         |
| Granada (mượn)         | 2016–17             | La Liga             | 2        | 0        | 0            | 0            | —             | —             | —        | —        | —    | —    | 2         | 0         |
| Almería (mượn)         | 2017–18             | Segunda División    | 26       | 0        | 1            | 0            | —             | —             | —        | —        | —    | —    | 27        | 0         |
| Mallorca (mượn)        | 2018–19             | Segunda División    | 12       | 2        | 2            | 0            | —             | —             | —        | —        | —    | —    | 14        | 2         |
| Osasuna (mượn)         | 2019–20             | La Liga             | 36       | 1        | 3            | 0            | —             | —             | —        | —        | —    | —    | 39        | 1         |
| Villarreal             | 2020–21             | La Liga             | 25       | 0        | 4            | 0            | —             | —             | 4        | 0        | —    | —    | 33        | 0         |
| Villarreal             | 2021–22             | La Liga             | 28       | 0        | 2            | 0            | —             | —             | 10       | 0        | 1    | 0    | 41        | 0         |
| Villarreal             | Tổng cộng           | Tổng cộng           | 53       | 0        | 6            | 0            | —             | —             | 14       | 0        | 1    | 0    | 74        | 0         |
| Brighton & Hove Albion | 2022–23             | Premier League      | 35       | 1        | 4            | 0            | 2             | 0             | —        | —        | —    | —    | 41        | 1         |
| Brighton & Hove Albion | 2023–24             | Premier League      | 19       | 2        | 3            | 1            | 1             | 0             | 4        | 0        | —    | —    | 27        | 3         |
| Brighton & Hove Albion | Tổng cộng           | Tổng cộng           | 54       | 3        | 7            | 1            | 3             | 0             | 4        | 0        | 0    | 0    | 68        | 4         |
| Tổng cộng sự nghiệp    | Tổng cộng sự nghiệp | Tổng cộng sự nghiệp | 240      | 8        | 19           | 1            | 3             | 0             | 23       | 0        | 1    | 0    | 290       | 9         |

1. ↑  Số lần ra sân tại Copa Sudamericana
2. ↑  Số lần ra sân tại Copa Libertadores
3. 1 2  Số lần ra sân tại UEFA Europa League
4. ↑  Số lần ra sân tại UEFA Champions League
5. ↑  Ra sân tại UEFA Super Cup

### Quốc tế
Tính đến ngày 19 tháng 11 năm 2024
| Đội tuyển quốc gia | Năm  | Trận | Bàn |
| ------------------ | ---- | ---- | --- |
| Ecuador            | 2019 | 1    | 0   |
| Ecuador            | 2020 | 4    | 1   |
| Ecuador            | 2021 | 14   | 1   |
| Ecuador            | 2022 | 12   | 1   |
| Ecuador            | 2023 | 6    | 1   |
| Ecuador            | 2024 | 7    | 0   |
| Tổng               | Tổng | 44   | 4   |

Bàn thắng và kết quả của Ecuador được để trước.
| # | Ngày                 | Địa điểm                                              | Đối thủ  | Bàn thắng | Kết quả | Giải đấu                      |
| - | -------------------- | ----------------------------------------------------- | -------- | --------- | ------- | ----------------------------- |
| 1 | 17 tháng 11 năm 2020 | Sân vận động Rodrigo Paz Delgado, Quito, Ecuador      | Colombia | 6–1       | 6–1     | Vòng loại FIFA World Cup 2022 |
| 2 | 16 tháng 11 năm 2021 | Sân vận động San Carlos de Apoquindo, Santiago, Chile | Chile    | 1–0       | 2–0     | Vòng loại FIFA World Cup 2022 |
| 3 | 2 tháng 6 năm 2022   | Red Bull Arena, Harrison, Hoa Kỳ                      | Nigeria  | 1–0       | 1–0     | Giao hữu                      |
| 4 | 28 tháng 3 năm 2023  | Sân vận động Marvel, Melbourne, Úc                    | Úc       | 1–1       | 2–1     | Giao hữu                      |

## Danh hiệu
Villarreal
- UEFA Europa League: 2020–21[5]

Cá nhân
- Đội hình xuất sắc nhất Copa América: 2021[6]